# Signalsekvens
Signalsekvenser är aminosyrasekvenser som signalerar för något, ofta transport. Det finns specifika sekvenser för varje organell i cellen. Vanligtvis består den av 15-60 aminosyror nära N-terminalen på proteinet, det förekommer även andra placeringar. Det kan också bildas en så kallad signal patch av aminosyror som ligger långt ifrån varandra i primärstrukturen men hamnar nära varandra i tertiärstrukturen efter 3D-veckning.